# Christine Perseis

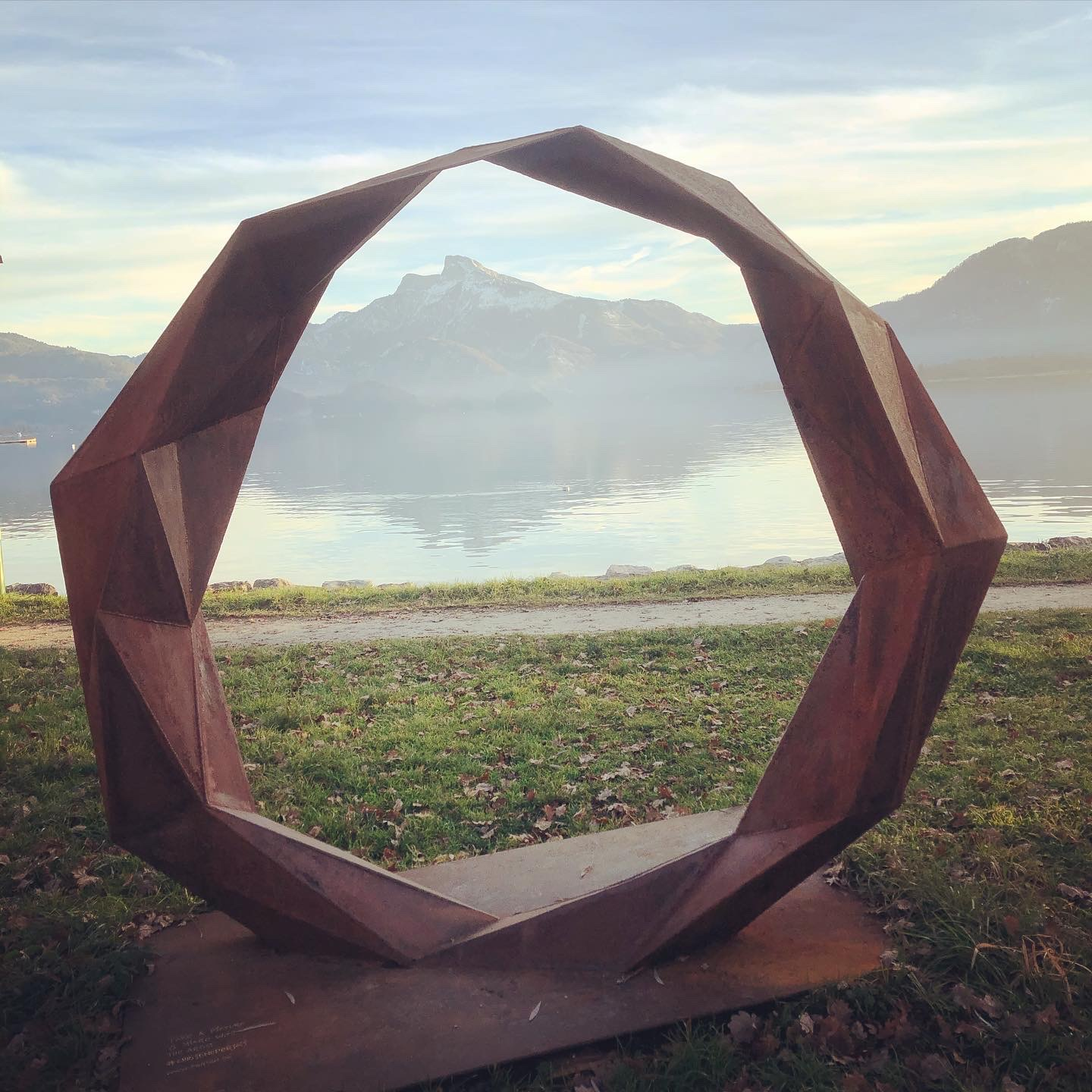
Circle mit Blick über den Mondsee

Christine Perseis (* 4. Juli 1978 in Eggenfelden) ist eine deutsche Bildhauerin.
Perseis wuchs in Unterdietfurt bei Eggenfelden als zweites von fünf Kindern auf. Nach der Lehre zur Werbekauffrau machte sie eine Weiterbildung zur Mediendesignerin und absolvierte in Deggendorf die einjährige Ausbildung auf der MultiMediaAkademieBayern. Mit 33 Jahren begann sie eine 3-jährige Vollzeitausbildung zur Holzbildhauerin in Berchtesgaden, die sie mit dem Staatspreis abschloss. Im Anschluss ging es nach Hallein, wo sie die Meisterprüfung für Bildhauerei mit Auszeichnung ablegte. Perseis ist seit 2016 als freischaffende Künstlerlin tätig, sie lebt und arbeitet in Mondsee im österreichischen Salzkammergut.
Ihre Materialien sind primär Holz, Bronze und Stein. Ihre Formensprache ist rund, weiblich und fließend. Frauen – mit Kurven, Selbstbewusstsein und Lebensfreude möchte sie als Inspiration aufzeigen – dem Modetrend der Androgynität entgegenwirken. „Jeder hat seinen eigenen Körper – warum laufen wir Idealen hinterher die nicht die unseren sind?“
Bekannt sind ihre lebensgroßen Bronzefrauen im Freizeitbad in Ried im Innkreis.
Durch das Stahlsymposium in Riedersbach hat sie ihre Passion für große Stahlplastiken entdeckt. Abstrakte kristalline Formen baut sie aus Stahl. Sie gewann den Wettbewerb der Stadt Ingolstadt für die Landesgartenschau 2020 (Eröffnung coronabedingt 2021).
2022 wurde in Bad Ischl die Bronzebüste von Josef Götz anlässlich der 200-Jahr-Feier des dortigen Kurbetriebs enthüllt.

## Einzelausstellungen
- 2018 ACHT, Städt. Galerie Bad Griesbach
- 2018 un-end-llich, KULTURMODELL Passau[6]
- 2018 anMUT, IKG Ried im Innkreis
- 2019 INFINITY, Lignorama Holzmuseum Riedau
- 2019 ROOTS, Galerie Pasquay Deggendorf
- 2020 SERENDIPITY, Galerie 20er Haus Ried i. I.[7]
- 2022 femi’ni:n, Herzogsburg Braunau